# Ramesh Bhatkar
Ramesh Bhatkar (Kolhapur, 3 de agosto de 1949-Bombay, 4 de febrero de 2019) fue un actor marathi de cine, teatro y televisión. De los diversos roles que Bhatkar interpretó, fue conocido por sus papeles en la serie de televisión Commander y Hello Inspector. Trabajó durante más de 30 años como actor en las principales industrias comerciales de cine de los idiomas marathi e hindi.

## Biografía

### Infancia y juventud
Ramesh Bhatkar nació en 1949. Su padre fue Snehal (Vasudeo) Bhatkar, un director musical, compositor y cantante. Además de su experiencia artística, en sus primeros días en la universidad, Ramesh Bhatkar era un campeón nadador que jugaba para el equipo acuático de su universidad, y era un entusiasta jugador de kho-kho con el reputado Vijay Club en Dadar. 
Ramesh Bhatkar era el más joven de los tres hijos de Snehal, con sus hermanos mayores como Snehalata Bhatkar (ahora casado con Ramkrishna Barde) y Avinash Bhatkar.

### Muerte
Ramesh Bhatkar estuvo luchando contra el cáncer durante un año.  Murió a los 70 años el 4 de febrero de 2019 debido a un paro cardíaco. Vivió una buena vida.

## Filmografía

### Películas
El debut en el cine convencional de Bhatkar fue la película Chandoba Chandoba Bhaglaas ka (1977) seguida de AshtaVinayak (1978), Duniya kari Salam, Maaherchi Manasa, Aapli Maanasa y Maherchi Sadi (1991). También interpretó a un novio en la película Lek Chalali Sasarla.
De sus casi 90 películas, la mayoría están en marathi, con algunas en el idioma hindi. 

### Televisión
Su próspera carrera televisiva incluyó series de detectives muy populares como Hello Inspector (1990) y Damini (Marathi) en DoorDarshan, Commander (1992) en Zee TV, y Teesra Dola (1998) en DD2; todo esto hizo de Ramesh una personalidad televisiva muy popular. También apareció en Haddapaar, Bandini, Yugandhara. También apareció en sus primeros días en un pequeño telefilm por BP Singh, Sirf Chaar Din, un thriller/suspense.
Su carrera incluyó alrededor de 30 series con más de 1000 episodios emitidos.

## Teatro
El teatro Marathi fue el primer amor de Ramesh Bhatkar, con papeles principales en numerosas obras. Desempeñó un papel principal en Ashroonchi Zaali Phule (1975), que se desarrolló en la industria del teatro Marathi durante aproximadamente 28 años. 
Bhatkar tuvo notoriedad en la obra de Marathi Mukta, donde fue elegido con el actor principal Avinash Masurekar y la actriz Savita Malpekar en 1986. 
Durante los últimos 30 años, Ramesh ha desempeñado papeles principales en obras como Ooghadale Swargache Daar (1982), Denaryaache Haath Hazaar (1980), Shadyantra (1991), Kevha Tari Pahate, Akher Tu Yeshilach, Rahu Ketu, Mukta, The Boss- Sutradhar, Kinara. 
Apareció en alrededor de 50 obras diferentes en general. 